# UNI Global Union
UNI global union (UNI) ist eine der Globalen Gewerkschaftsföderationen, die im Rahmen der Global Unions mit dem Internationalen Gewerkschaftsbund verbunden sind.
UNI Global Union ist das Sprachrohr von 20 Millionen Beschäftigten im Dienstleistungssektor in allen Teilen der Welt. Über ihre 900 Mitgliedsorganisationen vertritt UNI Erwerbstätige in 150 Ländern und in allen Regionen der Welt und ist aktiv in den Sektoren: Reinigungs- & Sicherheits-/Wartungsdienste; Handel; Finanz; Spiele & Wetten; Friseur- /Kosmetikbranche; ICTS; Medien, Unterhaltung & Kunst; Post & Logistik; Sozialversicherung; Sport; Leih- & Zeitarbeitskräfte und Tourismus.
Den Zweck des Zusammenschlusses stellen Ausbau und Stärkung von Mitgliedsorganisationen und UNI Global Union zur Verbesserung der Arbeits- und Lebensbedingungen der Beschäftigten in Dienstleistungssektoren und verwandten Bereichen dar.

## Geschichte
UNI ist am 1. Januar 2000 aus der Fusion zwischen dem FIET (Internationaler Verband der Angestellten, Techniker und Führungskräfte), der MEI (Media Entertainment International), der IC (Internationale Kommunikation) und dem IGF (Internationaler Grafik-Verband) entstanden.
Im September 2001 fand der erste UNI-Weltkongress in Berlin statt, im August 2005 der zweite in Nyon. Der dritte Weltkongress fand im November 2010 in Nagasaki statt.
Der fünfte Weltkongress fand vom 17. bis 20. Juni 2018 in Liverpool statt. 
Am 2. März 2009 hat UNI ihr neues Logo eingeführt. An diesem Tag hat sie ebenfalls ihren Namen von „Union Network International“ zu „UNI global union“ gewechselt.
UNI global union hat bisher 51 globale Abkommen abgeschlossen (Stand März 2018).

## Ziele der UNI
Laut Satzung verfolgt UNI die Ziele:
a) Bildung, Wachstum und Stärkung unabhängiger und demokratischer Gewerkschaften von Beschäftigten im Zuständigkeitsbereich der UNI.
b) Förderung von Frieden, Freiheit und Demokratie durch unabhängige und demokratische Gewerkschaften und die Achtung der Grundarbeitsnormen.
c) Zusammenarbeit von Gewerkschaften, ungeachtet der Staatsbürgerschaft, Rasse, des Glaubens und der Volksabstammung bei gleichzeitiger Anerkennung der Selbständigkeit der Mitgliedsorganisationen.
d) Verwirklichung der Gleichstellung von Mann und Frau.
e) Wahrung und Förderung der Interessen junger Mitglieder und künftiger Generationen.
f) Aufbau der Solidarität zwischen Gewerkschaften in multinationalen Unternehmen mit dem Ziel:
- Strukturen für Information, Konsultation und Tarifverhandlungen zu schaffen;
- Strukturen für gewerkschaftliche Zusammenarbeit und Koordination aufzubauen;
- sicherzustellen, dass multinationale Unternehmen grundlegende Arbeitsnormen sowie internationale Richtlinien und Verhaltenskodizes achten.

g) Schaffung einer sozialen Dimension in der Globalisierung der Wirtschaft durch:
- Bekämpfung sozialer und wirtschaftlicher Ausbeutung in jeder Form.
- Förderung der Anerkennung und Durchführung von Arbeitsnormen für alle Beschäftigten in allen Ländern und von Urheber-, Kopier- und Aufführungsrechten der Beschäftigten im schöpferischen Bereich.
- Ablehnung jeder Form von Diskriminierung aufgrund von Rasse, Geschlecht, sexueller Neigung, Alter, Behinderung, Kultur und Glauben.
- Verteidigung und Förderung der wirtschaftlichen, sozialen und kulturellen Rechte der Beschäftigten.
- Vertretung und Durchsetzung dieser Ziele bei allen geeigneten internationalen Organisationen.
- Verteidigung und Förderung der beruflichen Interessen der angeschlossenen Mitglieder.

h) Schaffung einer sozialen Dimension in der regionalen Wirtschaftsintegration durch die Sicherstellung, dass Gewerkschaften die Gelegenheit haben, angehört zu werden und Einfluss auf die Entscheidungen der betreffenden Organisationen zu nehmen, um soziale Gerechtigkeit zu fördern und einen sozialen Dialog zwischen Arbeitgebern und Gewerkschaften zu entwickeln.
i) Verteidigung der Menschenrechte, einschließlich der Rede-, Meinungs-, Schöpfungs-, Vereinigungsfreiheit, und des allgemeinen Stimm- und Wahlrechts sowie der Rechte des uneingeschränkten Zugangs zu den Medien und Verbreitungsmitteln schöpferischer Tätigkeit, von denen alle anderen Rechte und Freiheiten abhängen.

## Organisation
UNI-Präsident ist Joe de Bruyn, Generalsekretär ist Philip Jennings.
Das Hauptquartier der UNI ist am Genfersee in Nyon in der Schweiz. Die Organisation ist in Regionen und Berufsbereiche aufgeteilt.
Regionale Struktur
- UNI-Europa, Hauptquartier in Brüssel
(„Europa“ ist hier allerdings weit gefasst und umfasst auch Länder außerhalb des geografischen Europa – genaueres s. bei UNI-Europa)
- UNI americas, Hauptquartier in Panama
- UNI asia & pacific, Hauptquartier in Singapur
- UNI africa, Hauptquartier in Abidjan/Johannesburg

Mitgliederzahlen (Stand Ende 2006)
| Sektor                                                                       | Europa    | Africa  | Americas  | Asia and Pacific | Global Union |
| ---------------------------------------------------------------------------- | --------- | ------- | --------- | ---------------- | ------------ |
| Handel                                                                       | 2.171.457 | 193.828 | 807.122   | 733.760          | 3.906.167    |
| Finanz                                                                       | 1.216.603 | 141.925 | 448.676   | 555.397          | 2.362.601    |
| Post und Logistik                                                            | 798.552   | 83.686  | 746.762   | 443.772          | 2.072.772    |
| Telekommunikation                                                            | 493.202   | 63.385  | 398.881   | 589.263          | 1.544.731    |
| IBITS (Mitarbeiter und Führungskräfte in der Industrie, Mitarbeiter der IKT) | 855.540   | 65.345  | 69.716    | 63.141           | 1.053.742    |
| Sicherheit und Wartung                                                       | 382.014   | 79.271  | 382.619   | 72.559           | 916.463      |
| Grafische Industrie                                                          | 399.742   | 54.139  | 221.587   | 60.338           | 735.806      |
| Sozialversicherungen und Gesundheitsdienst                                   | 183.164   | 24.846  | 271.800   | 55.188           | 543.998      |
| Medien, Show und Kunst                                                       | 318.496   | 13.494  | 145.961   | 64.282           | 542.233      |
| Glücksspiele                                                                 | 31.163    | 27.323  | 109.902   | 9.698            | 178.086      |
| Elektrizität                                                                 | 43.451    | 3.559   | 46.311    | 10.375           | 103.696      |
| Tourismus                                                                    | 57.233    | 9.086   | 10.966    | 4.965            | 82.250       |
| Friseur- und Kosmetikdienste                                                 | 40.952    | 9.157   | 100       | 4.761            | 54.970       |
| Zeitarbeitsvermittlungen                                                     | n. v.     | n. v.   | n. v.     | n. v.            | n. v.        |
| insgesamt                                                                    | 6.991.569 | 769.044 | 3.660.403 | 2.667.499        | 14.088.515   |

Personengruppen
- UNI Frauen
- UNI Jugend (-35 Jahre alt)
- UNI Führungskräfte